# Suflí (kommun)
Suflí är en kommun i Spanien.   Den ligger i provinsen Provincia de Almería och regionen Andalusien, i den södra delen av landet, 400 km söder om huvudstaden Madrid. Antalet invånare är 260. Arean är 10,0 kvadratkilometer.
Terrängen i Suflí är kuperad åt sydost, men åt nordväst är den platt.